# São Tomé do Castelo e Justes
São Tomé do Castelo e Justes (oficialmente: União das Freguesias de São Tomé do Castelo e Justes) é uma freguesia portuguesa do município de Vila Real, com 41,56 km² de área e 1066 habitantes (censo de 2021). A sua densidade populacional é 25,6 hab./km².
Inclui no seu território os seguintes lugares: Águas Santas, Felgueiras, Fortunho, Justes, Leirós, Linhares, São Cosme, São Tomé do Castelo (sede) e Vila Meã.

## História
Foi criada aquando da reorganização administrativa de 2012/2013, resultando da agregação das antigas freguesias de São Tomé do Castelo e Justes.

## Demografia
A população registada nos censos foi:

Antigas freguesias que deram origem à União das Freguesias de São Tomé do Castelo e Justes (Vila Real).

| Distribuição da População por Grupos Etários | Distribuição da População por Grupos Etários | Distribuição da População por Grupos Etários | Distribuição da População por Grupos Etários | Distribuição da População por Grupos Etários | Distribuição da População por Grupos Etários |
| -------------------------------------------- | -------------------------------------------- | -------------------------------------------- | -------------------------------------------- | -------------------------------------------- | -------------------------------------------- |
| Antes da agregação                           |                                              |                                              |                                              |                                              |                                              |
| Ano                                          | 0-14 anos                                    | 15-24 anos                                   | 25-64 anos                                   | >= 65 anos                                   | Total                                        |
| 2001                                         | 178                                          | 194                                          | 674                                          | 376                                          | 1422                                         |
| 2011                                         | 142                                          | 115                                          | 634                                          | 392                                          | 1283                                         |
| Após a agregação                             |                                              |                                              |                                              |                                              |                                              |
| Ano                                          | 0-14 anos                                    | 15-24 anos                                   | 25-64 anos                                   | >= 65 anos                                   | Total                                        |
| 2021                                         | 97                                           | 87                                           | 517                                          | 365                                          | 1066                                         |